# Хачатуров, Артём
Артём Хачату́ров (арм. Արտյոմ Խաչատուրով; 18 июня 1992, Бендеры, Молдавия) — армянский и молдавский футболист, защитник. Выступал за сборную Армении.

## Карьера

### Клубная
Артём начал свою карьеру в 2010 году в «Шерифе», за три года в команде футболист провёл 62 игры, а в сезонах 2009/10, 2011/12, 2012/13 становился чемпионом Молдавии, также выиграл Кубок Молдавии 2009/10. Летом 2013 года перешёл в футбольный клуб «Тирасполь», за горожан Артём провёл 25 игр и забил 2 мяча. В феврале 2015 года Хачатуров подписал контракт с кишинёвским «Зимбру».
В 2018—2019 годах играл в чемпионате Армении за «Лори».
В 2020 году перешёл в «Флорешты».

### Сборная
Артем Хачатуров играл за юношеские и молодёжные сборные Молдовы. С 2013 года, после разрешения ФИФА, стал выступать за сборную Армении, в составе которой дебютировал в игре против сборной Люксембурга.

## Достижения
- Чемпион Молдавии (3): 2009/10, 2011/12, 2012/13
- Обладатель Кубка Молдавии (1): 2009/10

## Статистика выступлений
Данные на 29 января 2013
| Клуб             | Сезон            | Чемпионат | Чемпионат | Кубки | Кубки | Товарищеские матчи | Товарищеские матчи | Еврокубки | Еврокубки | Всего | Всего |
| Клуб             | Сезон            | Матчи     | Голы      | Матчи | Голы  | Матчи              | Голы               | Матчи     | Голы      | Матчи | Голы  |
| ---------------- | ---------------- | --------- | --------- | ----- | ----- | ------------------ | ------------------ | --------- | --------- | ----- | ----- |
| Шериф            | 2009/10          | 1         | 0         | 0     | 0     | 0                  | 0                  | 0         | 0         | 1     | 0     |
| Шериф            | 2010/11          | 26        | 1         | 1     | 0     | 0                  | 0                  | 5         | 0         | 32    | 1     |
| Шериф            | 2011/12          | 14        | 0         | 2     | 0     | 0                  | 0                  | 0         | 0         | 16    | 0     |
| Шериф            | 2012/13          | 21        | 0         | 3     | 1     | 2                  | 0                  | 0         | 0         | 26    | 1     |
| Всего            | Всего            | 62        | 1         | 6     | 1     | 5                  | 0                  | 5         | 0         | 75    | 2     |
| Всего за карьеру | Всего за карьеру | 62        | 1         | 6     | 1     | 2                  | 0                  | 5         | 0         | 75    | 2     |